# 18 Orionis
18 Orionis är en vit stjärna i huvudserien i stjärnbilden Orion.
18 Orionis har visuell magnitud +5,52 och är synlig för blotta ögat vid god seeing. Den befinner sig på ett avstånd av ungefär 445 ljusår.